# استفلون دون
استفانی ویکتوریا آلن (به انگلیسی: Stephanie Victoria Allen؛ زادهٔ ۱۴ دسامبر ۱۹۹۱) که به‌طور حرفه‌ای با نام هنری استفلون دون (به انگلیسی: Stefflon Don) شناخته می‌شود، رپر و خوانندهٔ انگلیسی می‌باشد.